# 黒前村
黒前村（くろさきむら）は、茨城県多賀郡にかつて存在した村である。

## 地理
- 現在の日立市の北部、現在の高萩市の南部に位置する。
- 旧十王町の西部に位置する。
- 村域は多賀山地の一部に位置し、山がちな地形になっている。
- 村の東部には竪破山がある。
- 村は十王川の上流に位置する。

## 歴史
村名は竪破山の山頂にある黒前神社に由来する。

### 村域の変遷
- 1889年（明治22年）4月1日 - 町村制施行により、黒坂村・高原村・山部村・福平村が合併し多賀郡黒前村が発足。
- 1954年（昭和29年）11月23日 - 大字福平が高萩町・松岡村・高岡村・櫛形村の一部（友部の一部）と合併し高萩市が発足。
- 1955年（昭和30年）2月11日 - 残部が櫛形村・高萩市の友部（旧櫛形村の一部）と合併し十王村が発足。同日黒前村廃止。

変遷表
| 1868年 以前 | 1868年 以前 | 明治22年 4月1日 | 昭和29年 11月23日 | 昭和30年 2月11日 | 昭和31年 1月1日 | 平成16年 11月1日 | 現在   |
| ----------- | ----------- | --------------- | ----------------- | ---------------- | --------------- | ---------------- | ------ |
|             | 福平村      | 黒前村          | 高萩市            | 高萩市           | 高萩市          | 高萩市           | 高萩市 |
|             | 黒坂村      | 黒前村          | 黒前村            | 十王村           | 町制            | 日立市 に編入    | 日立市 |
|             | 高原村      | 黒前村          | 黒前村            | 十王村           | 町制            | 日立市 に編入    | 日立市 |
|             | 山部村      | 黒前村          | 黒前村            | 十王村           | 町制            | 日立市 に編入    | 日立市 |

## 大字
- 黒坂（くろさか）
- 高原（たかはら）
- 山部（やまべ）

## 人口・世帯

### 人口
総数 [単位： 人]
| 1891年（明治22年） | 1,708 |
| 1920年（大正 9年） | 2,174 |
| 1935年（昭和10年） | 2,141 |
| 1950年（昭和25年） | 2,906 |

### 世帯
総数 [単位： 世帯]
| 1920年（大正 9年） | 468 |
| 1935年（昭和10年） | 450 |
| 1950年（昭和25年） | 565 |